# جيمس إي. بريان
جيمس إي. بريان (بالإنجليزية: James E. Bryan) هو أمين مكتبة أمريكي، ولد في 11 يوليو 1909 في إيستون في الولايات المتحدة، وتوفي في 10 مايو 2007 في هانكوك في الولايات المتحدة.